# Hildegardis-Verein
Der Hildegardis-Verein e. V. ist der älteste Verein zur Förderung von Frauenstudien in Deutschland. Er wurde im Jahr 1907 von Maria Schmitz und weiteren engagierten Katholikinnen gegründet. Mit zinslosen Darlehen haben sie damals katholischen jungen Frauen jene notwendige Finanzierungshilfe angeboten, ohne die für viele ein akademisches Studium bzw. eine berufsqualifizierende Aus- und Weiterbildung nicht möglich gewesen wäre. Seit dieser Zeit hat der Hildegardis-Verein sein Förderangebot immer weiter ausgebaut und aktualisiert.
Der Verein verfolgt mit seiner Arbeit das Ziel, Frauen auf ihrem Bildungsweg individuell zu fördern und gleichzeitig die Rahmenbedingungen für Frauenbildung in Deutschland nachhaltig zu verbessern.
Ein besonderes Anliegen ist dem Verein die verbesserte Vereinbarkeit von Bildung, Familie und Beruf, die Förderung von Studentinnen mit Behinderung und die Unterstützung von ausländischen Studentinnen.

## Geschichte
Der Verein wurde 1907 von der Lehrerin und Politikerin Maria Schmitz (1875–1962) gegründet. Ihre Idee war es, mit zinslosen Darlehen jungen Frauen Finanzierungshilfen für ein akademisches Studium bzw. eine berufsqualifizierende Aus- und Weiterbildung zu bieten. Bis zum Verbot durch die Nationalsozialisten organisierte sich der Hildegardis-Verein in einzelnen Ortsverbänden, in denen die Mitgliedsfrauen ideenreich um finanzielle Unterstützung für katholische Studentinnen warben. Nach dem Ende des Zweiten Weltkriegs war der größte Teil der Ortsvereine zerstört, so dass die Neuorganisation des Hildegardis-Vereins bundesweit erfolgte. Bis in die 1930er Jahre finanzierte sich der Verein durch die Mitgliederbeiträge katholischer Frauen. Die Nationalsozialisten konfiszierten das Vermögen und zerstörten diese Strukturen. Seit den 1950er Jahren stützt sich der Verein auf seine Mitgliederbeiträge, Spenden und Vermögen aus Testamenten.
In den 1950er und 1960er Jahren engagierte sich der Verein mit seinem Vermögen beim Bau zahlreicher Studentinnenwohnheime, darüber hinaus blieb die Unterstützung durch Studiendarlehen immer eine Hauptaufgabe. Heute fördert und begleitet der Hildegardis-Verein e. V. Frauen in vielfältiger Weise bei ihren akademischen Studien an deutschen und ausländischen Universitäten oder in ihrer berufsqualifizierenden Aus- und Weiterbildung, sowohl durch Darlehen als auch durch Stipendien. Der Verein fördert Frauen aller Fachrichtungen und Berufsziele. Mit seinem biographiebegleitenden Ansatz fördert er bewusst ohne Altersbegrenzung.
Vorstandsvorsitzende ist derzeit (2022) Charlotte Kreuter-Kirchhof, Professorin für Deutsches und Ausländisches Öffentliches Recht, Völkerrecht und Europarecht in Düsseldorf. Geschäftsführerin des Vereins ist Birgit Mock.
2019 löste sich die aus dem Erlöserbund hervorgegangene Else-Mayer-Stiftung auf und übertrug ihr Vermögen dem Hildegardis-Verein, der daraus die Else-Mayer-Darlehen vergibt.

### Ziele
Der Verein verfolgt mit seiner Arbeit das Ziel, Frauenstudien zu fördern und die Voraussetzungen für Frauenbildung in Deutschland nachhaltig zu verbessern. Er stellt sich aktuellen Herausforderungen des Bildungswesens in Zeiten des Umbruchs. Der Vorstand des Vereins führt diese Diskussion sowohl innerhalb der eigenen Organisation als auch mit anderen Verbänden und Institutionen, was seinen Niederschlag in Stellungnahmen und neuen Projekten findet. „Lebenslanges Lernen“, „Vereinbarkeit von Elternschaft & Ausbildung“ und „Inklusion“ – das sind einige der bildungspolitischen Herausforderungen, denen sich der Hildegardis-Verein stellt und auf die er seine Förderpraxis ausrichtet.

### Förderangebot
Der Verein fördert mit zinslosen Darlehen christliche Frauen, die in Deutschland oder im Ausland ein Studium, eine Aus- oder Weiterbildung absolvieren, vor allem in fortgeschrittenen Ausbildungsphasen oder nach lebenslaufbedingten Unterbrechungen. Ebenso werden ausländische Katholikinnen, die in Deutschland studieren oder sich beruflich weiterbilden, unterstützt. Der Verein vergibt auch Darlehen für Zweit- und Aufbaustudien. Besonders Studentinnen in finanziellen Notlagen soll die Förderung zugutekommen. Für eine Bewerbung bestehen keine Altersgrenzen. Der Verein berücksichtigt bevorzugt Bewerberinnen, die sich neben ihrem Studium für ihr soziales Umfeld engagieren und Verantwortung in Kirche und Gesellschaft übernehmen. Ein weiteres Anliegen des Hildegardis-Vereins ist es, biographiebegleitend dazu beizutragen, die Vereinbarkeit von Bildung, Familie und Beruf für Frauen zu verbessern. Hierfür hat der Verein eine eigene Familienförderung vorgesehen.

### Projekte
Von 2008 bis 2013 führte der Verein das bundesweit erste Mentoring-Projekt für Studentinnen mit Behinderung durch, das von der Conterganstiftung gefördert wurde. Grundlage war eine Studie, mit der der Hildegardis-Verein im Europäischen Jahr der Chancengleichheit 2007 den Förderbedarf von Studentinnen mit Behinderung ermittelt hatte. Jede studentische Teilnehmerin des Programms wurde ein Jahr lang von einer berufserfahrenen Persönlichkeit mit akademischem Abschluss in ihrer Lebens-, Studien- und Berufsplanung beraten. 2010 wurde das Projekt im Rahmen des Innovationswettbewerbes „365 Orte im Land der Ideen 2010“ ausgezeichnet.
Von 2013 bis 2016 führte er das vom BMBF geförderte Projekt „Lebensweg inklusive: KompetenzTandems für Studentinnen mit und ohne Behinderung“ durch. Im Herbst 2015 startete der Verein in Kooperation mit den deutschen Bistümern und der Deutschen Bischofskonferenz (DBK) das Programm „Kirche im Mentoring: Mentoring zur Steigerung des Anteils von Frauen in Leitungspositionen der katholischen Kirche“. Bis zum Sommer 2021 hatten 124 Frauen aus 20 Bistümern, 5 Hilfswerken und 4 Caritasverbänden das Mentoring-Programm abgeschlossen. Ebenfalls vom BMBF gefördert wurde von 2017 bis 2021 das Fachkolleg „Inklusion an Hochschulen – gendergerecht“. Es verband die individuelle Stärkung von Studentinnen mit einer Veränderung der Strukturen an Hochschulen und arbeitete dafür bundesweit mit fünf Hochschulen verschiedenen Typs zusammen.
Nach knapp zehn Jahren im Bereich der gendergerechten Inklusion im hochschulischen Bereich zeigte sich, dass nach dem Studium auch der Berufseinstieg für Akademikerinnen mit Behinderung herausfordernd ist. Diese Zielgruppe wurde mit dem Projekt „iXNet – inklusives Expert*innen-Netzwerk“ angesprochen, in dessen Rahmen der Hildegardis-Verein ein Mentoring-Programm durchführte, das seit 2019 die Frauen – und auch einige Männer – beim beruflichen (Wieder-)Einstieg begleitete (2019–2022). Im Frühjahr 2022 starten zwei weitere Inklusionsprojekte: „InklusionsGuides – Der innovative Weg zu mehr Diversität im Unternehmen“ und „Barrierefrei Existenzgründen. Selbständig und erfolgreich im Erwerbsleben mit Behinderung“ (BESSER).

### Name
Namenspatronin des Vereins ist Hildegard von Bingen (1098–1179), eine der ersten umfassend gebildeten Geistes- und Naturforscherinnen Deutschlands. Ihre Visionen und ihre Studien hat Hildegard in Büchern und Briefen an Könige und Päpste, Bischöfe, Ordensleute und Laien festgehalten. Aus der Klausur ihres Klosters und auf ausgedehnten Reisen hat Hildegard Bewegung in ihre Kirche und die Gesellschaft hineingetragen. Ihr Rat wurde gesucht, nicht immer befolgt und nicht selten gefürchtet. Ihr Mut, ihre Veränderungsbereitschaft, ihre Urteilskraft, ihre Liebe zu Mensch und Natur und ihr bewusstes Wirken in ihre Zeit hinein können als stilbildend und vorbildlich für den nach ihr benannten Verein gelten.

### Mitgliedschaften und Kooperationen
Der Verein ist Mitglied
- im Zentralkomitee der deutschen Katholiken (ZdK)
- in der Arbeitsgemeinschaft der katholischen Organisationen Deutschlands (AGKOD)
- und der Arbeitsgemeinschaft Katholischer Frauenverbände und -gruppen.

In diesen Dachorganisationen vertritt er die Interessen christlicher Frauen und trägt zum innerkirchlichen Meinungsbildungsprozess in Fragen des Bildungswesens bei.
Darüber hinaus ist der Verein vertreten im Forum Hochschule und Kirche, das als bundesweite Fachorganisation die Hochschulpastorale in Deutschland unterstützt.
Im Forum arbeiten die Arbeitsgemeinschaft Katholischer Hochschulgemeinden (AKH), die Konferenz für Katholische Hochschulpastoral (KHP) als Zusammenschluss der Hochschulseelsorgerinnen und -seelsorger, die kirchlichen Studienförderwerke Cusanuswerk und Katholischer Akademischer Ausländerdienst (KAAD), die Studentenverbände sowie Organisationen der katholischen Erwachsenenbildung zusammen.
Schon in der Gründungszeit waren die Frauen des Hildegardis-Vereins eng den katholischen Frauenverbänden vernetzt, nicht selten in Personalunion. Diese Vernetzung besteht bis heute, u. a. mit dem Katholischen Deutschen Frauenbund (KDFB), dem Verein katholischer deutscher Lehrerinnen (VkdL) und dem Bund der katholischen Akademikerinnen (BkdA), der aus den katholischen Studentinnenverbänden entstanden ist.